# تیمورتاش چوپانی
علاءالدین تیمورتاش (درگذشته ۱۳۲۸ میلادی) که نامش به صورت دمیرتاش و تیمورطاش هم ضبط می‌شود، یکی از اعضای چوبانیان بود که در سال‌های پایانی حکومت ایلخانان بر سیاست تسلط داشتند.

## اوایل زندگی
او در حدود سال ۱۲۰۰ میلادی به دنیا آمد و فرزند پسر دوم امیر چوپان، سپهسالار و امیرالامرای ایلخانان، بود. نام تیمورتاش برای اولین بار در یک مهمانی شکار که توسط اولجایتو در سال ۱۳۱۳ ترتیب داده شده بود و تقریباً همه چوپانیان در آن شرکت داشتند، ذکر شده است. او تا سال ۱۳۱۴ میلادی نزد پدرش در سلطانیه زندگی می‌کرد.

## امارت
او پس از آنکه در سال ۱۳۱۴ امیر کرائیتی، ایرینجین، به دیار بکر فراخوانده شد، توسط پدرش، امیر چوپان، به امارت ایلخانان مغول در آناتولی منصوب شد. معاون او سینا الدین عریض (یا سیف‌الدین رازی) بود، در حالی که وزیر او که وظیفه جمع‌آوری درآمدهای مالیاتی آناتولی را بر عهده داشت، جلال‌الدین، پسر رشیدالدین فضل‌الله همدانی، بود. با این حال، هنگامی که ایرینجین در سال ۱۳۱۹ شورش کرد، سرزمین‌هایش توسط کرائیتی‌ها غارت شد و خود تیمورتاش به قلمرو دانشمندیان گریخت. او پس از پیروزی امیر چوپان و سرکوب کرائیتی‌ها، دوباره به عنوان امیر آناتولی ابقاء شد. با این حال، این شورش تیمورتاش را در موقعیت خود متزلزل و او را مجبور به اتحاد با مملوک‌ها کرد، حتی تا جایی که نامه‌ای به سلطان فرستاد تا او را به عنوان صاحب امر خود بپذیرد.
دوران حکومت تیمورتاش با سرکوب دست‌نشاندگان ایلخانان، یعنی پادشاهی ارمنی کیلیکیه و بیلیک‌های آناتولی، همراه بود. او در سال ۱۳۲۰ میلادی موفق شد قونیه را از قرامانیان تصرف کند و در سال ۱۳۲۱ میلادی در اتحاد با ناصرالدین محمد به سمت لئون چهارم ارمنی لشکرکشی کرد و به گفته ابوالفدا، در ۱۰ مه، آیاس را تصرف کرد. او همچنین مراکز مسیحی قیصریه و ارزروم را غارت کرد و ساکنان را مجبور به گرویدن به اسلام نمود.

### شورش
تیمورتاش هر سال بر سرکشی‌اش افزوده می‌شد و در دسامبر ۱۳۲۲ یا ژانویه ۱۳۲۳، شورش علنی خود را علیه ابوسعید اعلام کرد و خود را «صاحب الزمان» (عربی: صَاحِب ٱلزَّمَان‎) و «شاه اسلام» نامیده و در ضرب سکه مدعی مهدی بودن کرد. او نوشیدنی‌های الکلی را ممنوع کرد و با مملوک‌های بحری دوباره متحد شد و امیر چوپان را مجبور کرد در سال ۱۳۲۴ علیه پسرش لشکرکشی کند. امیر چوپان او را متقاعد به تسلیم کرد و قاضی القضات آناتولی، نجم الدین طشتی و امیر سورکاجی را به عنوان محرکان شورش اعدام کرد. او سپس عفو تیمورتاش را تضمین کرد و حتی او را به عنوان امیر روم ابقاء نمود.

### دوره دوم تصدی
تیمورتاش به محض انتصاب مجددش، به بیلیک‌های آناتولی لشکرکشی کرد. بِی‌شهر، پایتخت اشرفیان، را تصرف کرد و بیگ سلیمان دوم، حاکم آنها را در ۹ اکتبر ۱۳۲۶ با غرق کردن در دریاچه بی‌شهر اعدام کرد و آن را به قلمرو امارت خود ضمیمه نمود. بعداً او به دوندار از خاندان حمیداوغلو لشکرکشی کرد که به آنتالیا گریخت، اما تیمورتاش او را نیز دستگیر و اعدام کرد. او به تورگوتیدها، گرمیان و بیگ‌نشین تاج‌الدین نیز حمله کرد. او در اوت ۱۳۲۷، زیردست خود، ارتنا، را علیه نصیرالدین احمد از خاندان صاحب عطا فرستاد، و قره‌حصار را تصرف کرد و بیگ به یعقوب اول از خاندان گرمی پناه بُرد. به گفته فاروق سومر، تیمورتاش حداقل نه شاهزاده سلجوقی را اعدام کرد و احتمالاً در تلاش برای ایجاد سلطنت متمرکز خود بود.

## سقوط
تیمورتاش پس از اطلاع از اعدام برادرش دمشق کاجا در ۲۴ اوت، لشکرکشی‌های خود را پایان داد و به قیصریه و سپس سیواس بازگشت و ارتنا را نیز فراخواند. با دریافت خبر اعدام پدرش، امیر چوپان، در ماه اکتبر، او در نظر داشت که تسلیم ایلخان ابوسعید شود، اما با این وجود در ۲۲ دسامبر ۱۳۲۷ به لارنده و سپس به مصر عزیمت کرد و ارتنا را به عنوان نایب‌السلطنه موقت باقی گذاشت. امیر محمد از قبیله اویرات، عموی ابوسعید، جانشین تیمورتاش منصوب شد.
هنگام ورود به بِسنی، حدود ۱۰۰۰ سرباز او را همراهی می‌کردند که ۳۰۰ نفر از آنها سواره نظام بودند. او در دمشق مورد استقبال تنکِز، امیر مملوکان، قرار گرفت و سپس به مصر رفت. او در ۲۱ ژانویه ۱۳۲۸ در قاهره مورد استقبال سلطان الناصرالدین محمد قرار گرفت و در ابتدا به گرمی از او استقبال شد، حتی به او پیشنهاد حکومت اسکندریه را دادند. شاهین‌شاه، پسرعمویش، در ماه فوریه به او پیوست. تنها چند روز پس از ورود او، فرستادگان ابوسعید به پایتخت رسیدند و خواستار استرداد او شدند که توسط سلطان رد شد. سلطان همچنین نامه‌هایی از ابراهیم اول کارامان و نجم‌الدین اسحاق (پسر دوندار) دریافت کرد که تیمورتاش را به اعمال ناشایست علیه مسلمانان دیگر متهم می‌کردند. نفوذ و تکبر روزافزون تیمورتاش نیز به سرعت محبوبیت او را از بین برد. او در ۱۹ ژوئن ۱۳۲۸ دستگیر و در برج شیر زندانی شد. ماه بعد، دومین کاروان از فرستادگان ایلخانان برای استرداد او از راه رسیدند و قره سنقر (شوهر الجات) را به عنوان تبادل اسیر، به مملوکان پیشنهاد کردند. سلطان پذیرفت و تیمورتاش در ۱۲ اوت ۱۳۲۸ اعدام شد، سرش را نزد ابوسعید فرستادند، در حالی که جسدش را در شهر مردگان قاهره، در کنار فارس الدین آکتای، به خاک سپردند.

## خانواده
سه همسر تیمورتاش و فرزندان او عبارت بودند از:
1. خواهر ارتنا
2. دولت خاتون خواهر آهی عثمان؛ او در سال ۱۳۳۶ به خواست حسن کوچک با قره جاری ازدواج کرد.
  - حسن کوچک
  - ملک اشرف
  - ملک اشتر (متوفی ۱۳۴۷)
  - ملک مصر
3. کلتورمیش خاتون

با این حال، الصفدی ۴ پسر دیگر را به فرزندان او اضافه می‌کند: جامدگان، پیرحسن، شبدون، تودان.

## در رسانه‌ها
- احمد ساریجان نقش او را در فیلم حاجی‌عوض قره‌گوز چرا کشته شد؟ (۲۰۰۶) بازی کرد[۷]